# Sano Dumba
Sano Dumba (nep. सानोदुङमा) – gaun wikas samiti we wschodniej części Nepalu w strefie Kośi w dystrykcie Bhojpur. Według nepalskiego spisu powszechnego z 2001 roku liczył on 539 gospodarstw domowych i 2973 mieszkańców (1497 kobiet i 1476 mężczyzn).